# 非ニュートン流体
非ニュートン流体（ひニュートンりゅうたい、英: Non-Newtonian fluid）は、流れの剪断応力（接線応力）が流れの速度勾配（ずり速度）に比例しない流体のこと。
ニュートンの粘性法則に従わない流体の総称を指し、この流れのことを非ニュートン流動（英: non-Newtonian flow）という。また、同法則に厳密に従う流体のことをニュートン流体という。

## 構造
非ニュートン流体のミクロな構造は、Merrillによって以下のように分類されている。各分類において所属物質をほぼ包括した特性があることが指摘されている。
- 巨大分子が液状として存在する。
  - 不規則性螺旋非電解巨大分子の溶液
ポリスチレン、ポリメタクリル酸メチル、ポリイソブチレン、ポリ塩化ビニル、ポリ酢酸ビニル、酢酸セルロース、メチルセルロース、ゴム様高分子の溶液
  - 不規則性螺旋電解巨大分子の溶液
CMC、カーボポール（英語版）、アルギン酸ナトリウム、アルギン酸アンモニウム、ポリメタアクリル酸のナトリウム塩の溶液
  - 不規則性螺旋巨大分子の塊
溶融高分子
  - 硬直巨大分子の溶液
アルブミン、グロブリンなどのたんぱく質、DNAポリペプチドの溶液
  - 巨大分子の集合体
澱粉の分子成分、ポリ塩化ビニル溶液
- 固体粒子が懸濁状で液体中に存在する。
- 低分子成分の液中で、剪断応力が大きいため局所分子配列がかく乱されるもの。

## モデルと分類

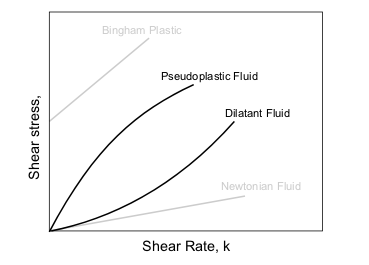
Classification of fluids based on the stress vs. rate of strain relationship.

非ニュートン流体のモデル（構成式）として、次式が考えられている：
{\displaystyle \tau _{xy}=\tau _{\mathrm {o} }+\eta \left({\partial u_{x} \over {\partial y}}\right)^{n}}
ここで、τxy は剪断応力（接線応力）、τo は降伏強度、ηは非ニュートン粘性、∂ux /∂y は流れの速度勾配（ずり速度、剪断速度）、n は定数である。非ニュートン流体の性質は上式の指数n によって次の3種に大別される：
ダイラタント流体（Dilatant Fluid）
τo = 0 , n > 1
擬塑性流体（Pseudoplastic Fluid）
τo = 0 , n < 1
ビンガム流体（Bingham Plastic）
τo > 0 , n = 1
ダイラタント流体は流れが強くなるほど流動しにくくなる（速度勾配が大きいほど剪断応力が増加する）流体、擬塑性流体は流れが強くなるほど流動しやすくなる（速度勾配が大きいほど剪断応力の増加が減少する）流体、ビンガム流体は一定の剪断応力に達しないと流動を始めない特徴になる。これらは流れの弾性的な性質が表される。